# 石井茂雄
石井茂雄（1939年5月6日—2005年3月28日），日本棒球選手，出生於岡山縣，曾經效力於日本職棒讀賣巨人等隊伍，於1979年退休，生涯通算189次勝投。